# ЄС-3
ЄС-3, також відоме як Велика трійка ЄС, тріумвірат ЄС, Тріо ЄС або просто Є3 — термін, який відноситься до Франції, Німеччини та Італії, групи, яка складається з трьох великих членкинь-засновниць Європейського Союзу.
Цей термін також використовувався для позначення угруповання Франції, Німеччини та Сполученого Королівства, особливо під час переговорів з Іраном у 2003 році.

## Діяльність
Німеччина, Франція та Італія були частиною початкової шести засновників ЄС разом із країнами Бенілюксу. Сполучене Королівство приєдналося до європейських співтовариств у 1973 році і вирішили вийти у 2016 році.

### Перемовини з Іраном

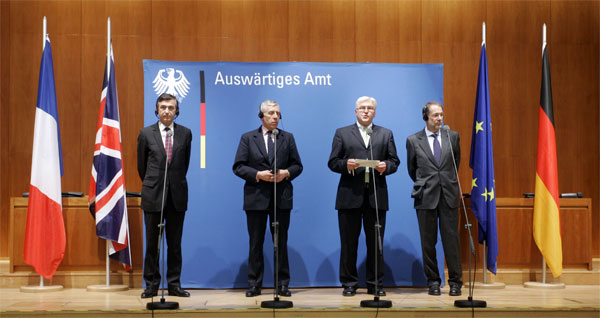
Міністри закордонних справ країн ЄС у 2006 році

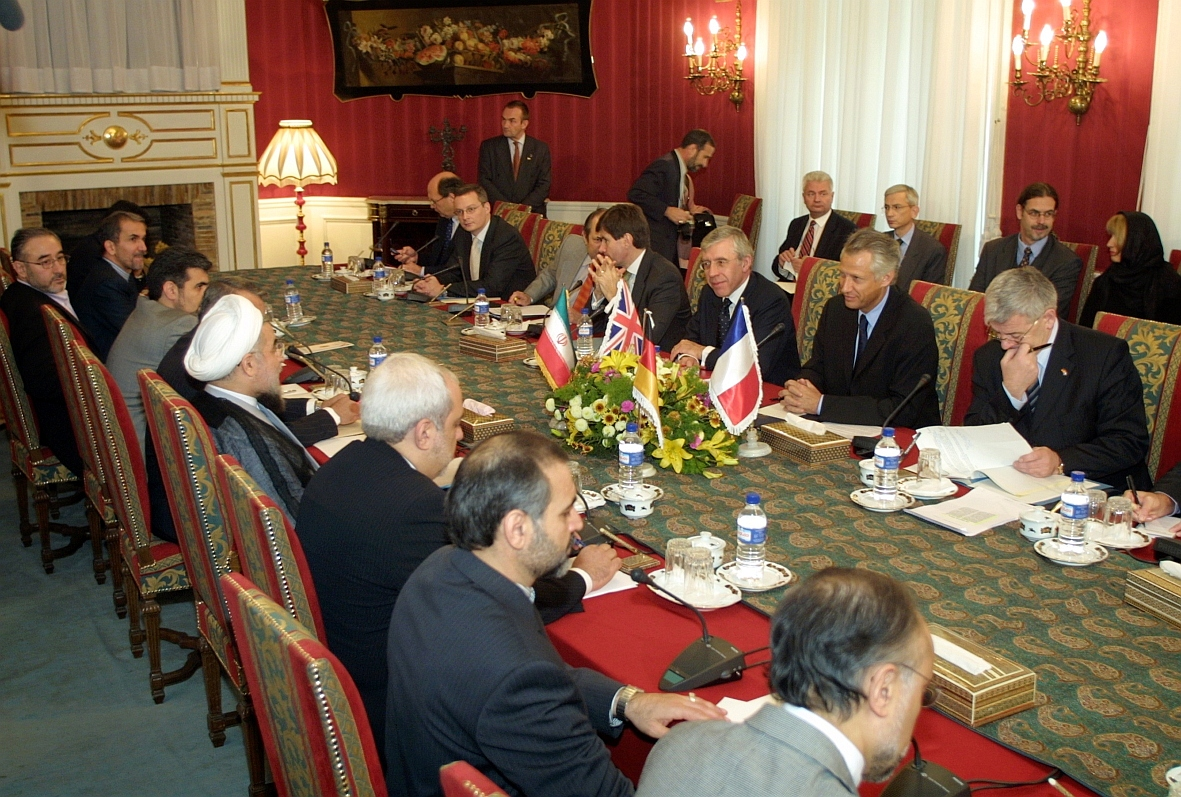
Міністри ЄС-3 і головний переговорник Ірану Хасан Рухані, Саадабадський палац, Тегеран, жовтень 2003 р.

У 2003 році Франція, Німеччина та Велика Британія почали переговори, намагаючись обмежити іранську ядерну програму, що призвело до Тегеранського декларації від 21 жовтня 2003 року та добровільної Паризької угоди від 15 листопада 2004 року.
ЄС 3+3, який частіше називають Є3+3, відноситься до угруповання, яке включає ЄС-3 і Китай, Російську Федерацію та Сполучені Штати. Воно було створене, коли ці держави приєдналися до дипломатичних зусиль ЄС з Іраном у 2006 році. У Сполучених Штатах і Росії він більш відомий як P5+1, що відноситься до п'яти постійних членів Ради Безпеки ООН плюс Німеччина.
Італія брала участь у низці цих зустрічей у період з 2006 по 2007 роки. У 2014 році на прохання прем'єр-міністра Італії Маттео Ренці міністр закордонних справ Федеріка Могеріні була призначена Верховним представником ЄС, оскільки переговори наближалися до завершення та завершилися розробкою Спільного всеосяжного плану дій у 2015 році  . 

### Інші перемовини
Вирішуючи зберегти європейський проєкт у незмінному стані після голосування Сполученого Королівства за вихід з Європейського Союзу у 2016 році, Франція, Німеччина та Італія закликали до більшої інтеграції на різних тристоронніх самітах у Берліні, Парижі та Вентотені. Зовсім недавно Франція, Німеччина та Італія узгодили спільну позицію щодо Паризької кліматичної угоди, вони розробили проєкт закону ЄС, щоб обмежити китайські придбання європейських фірм і технологій, і вони очолюють санкції ЄС проти Північної Кореї.

## Статистика
| Велика трійка ЄС | Велика трійка ЄС | Велика трійка ЄС               | Велика трійка ЄС     | Велика трійка ЄС     | Велика трійка ЄС        | Велика трійка ЄС | Велика трійка ЄС | Велика трійка ЄС | Велика трійка ЄС | Велика трійка ЄС             |
| Держави          | Населення        | Голосування в Раді (до Brexit) | Внесок до бюджету ЄС | Внесок до бюджету ЄС | депутати Європарламенту | Квінт НАТО       | G7/G8/G20        | P5               | нації G4         | Об’єднання заради консенсусу |
| ---------------- | ---------------- | ------------------------------ | -------------------- | -------------------- | ----------------------- | ---------------- | ---------------- | ---------------- | ---------------- | ---------------------------- |
| Франція          | 66,616,416       | 13,05%                         | 17 303 107 859 €     | 16,44%               | 74                      | Green tick       | Green tick       | Green tick       | Red X            | Red X                        |
| Німеччина        | 80 716 000       | 16,06%                         | 22 218 438 941 €     | 21,11%               | 96                      | Green tick       | Green tick       | Red X            | Green tick       | Red X                        |
| Італія           | 60,782,668       | 12,00%                         | 14 359 479 157 €     | 13,64%               | 73                      | Green tick       | Green tick       | Red X            | Red X            | Green tick                   |